# Bataille de Salineville
Guerre de Sécession
Batailles
Raid de Morgan
- Tebbs Bend
- Lebanon
- Bardstown
- Brandenburg
- Corydon
- Buffington Island
- Old Washington
- Salineville

La Bataille de Salineville s'est déroulée le 26 juillet 1863, près de Salineville, en Ohio, pendant le raid de Morgan au cours de la guerre de Sécession. C'est l'une des actions militaires les plus septentrionales qui impliquent l'armée confédérée. La victoire décisive de l'Union brise le reste de la cavalerie confédérée de John Hunt Morgan et se termine par la capture de ce dernier plus tard dans la journée.

## Contexte
En juin 1863, le brigadier général confédéré John Hunt Morgan quitte son camp dans le Tennessee pour lancer un raid avec 2 460 hommes, dans l'intention de créer une diversion contre l'armée de l'Ohio qui fait face aux forces sudistes dans l'État. Le 8 juillet 1863, Morgan traverse la rivière Ohio à Brandenburg, Kentucky, et entre dans l'Indiana, en violation de ses ordres qui lui prescrivent de rester dans le Kentucky. Après une victoire à la bataille de Corydon, Morgan se dirige vers l'est à l'intérieur de l'Ohio,  poursuivi par des troupes de l'Union sous le commandement du brigadier général James M. Shackelford. Le 19 juillet 1863, Morgan tente de traverser la rivière Ohio pour pénétrer dans la Virginie occidentale à Buffington Island, en amont de Pomeroy dans le  comté de Meigs, en Ohio. Quelques-uns de ses hommes parviennent à le faire et à rejoindre le sud. Néanmoins, les forces de l'Union, sous le commandement des brigadier généraux Edward H. Hobson et Henry M. Judah, capturent entre 800 et 1 200 hommes de la troupe de Morgan, alors que 300 autres, sous les ordres du colonel Adam "Stovepipe" Johnson, réussissent à traverser en amont.
Le général Morgan et les 400 hommes restant sous son commandement s'échappent, hors d'atteinte d'un gué de la rivière. Lorsqu'une nouvelle tentative de traverser la rivière échoue, il se dirige vers le nord, dans le but d'atteindre le comté de Columbiana afin de traverser la rivière Ohio à proximité et de pouvoir rejoindre le sud. Sa route croise de nombreux villages terrifiés, dont Moorefield, Harrisville, New Athens, Smithfield, New Alexandria, Wintersville, Two Ridge, Richmond, East Springfield, Bergholz, et Monroeville (comté de Jefferson). Ses chevaux étant à bout de force et ses hommes étant psychologiquement et physiquement épuisés, Morgan chemine péniblement vers le Nord alors que ses poursuivants bloquent toute tentative d'atteindre la rivière.

## La bataille et la reddition de Morgan

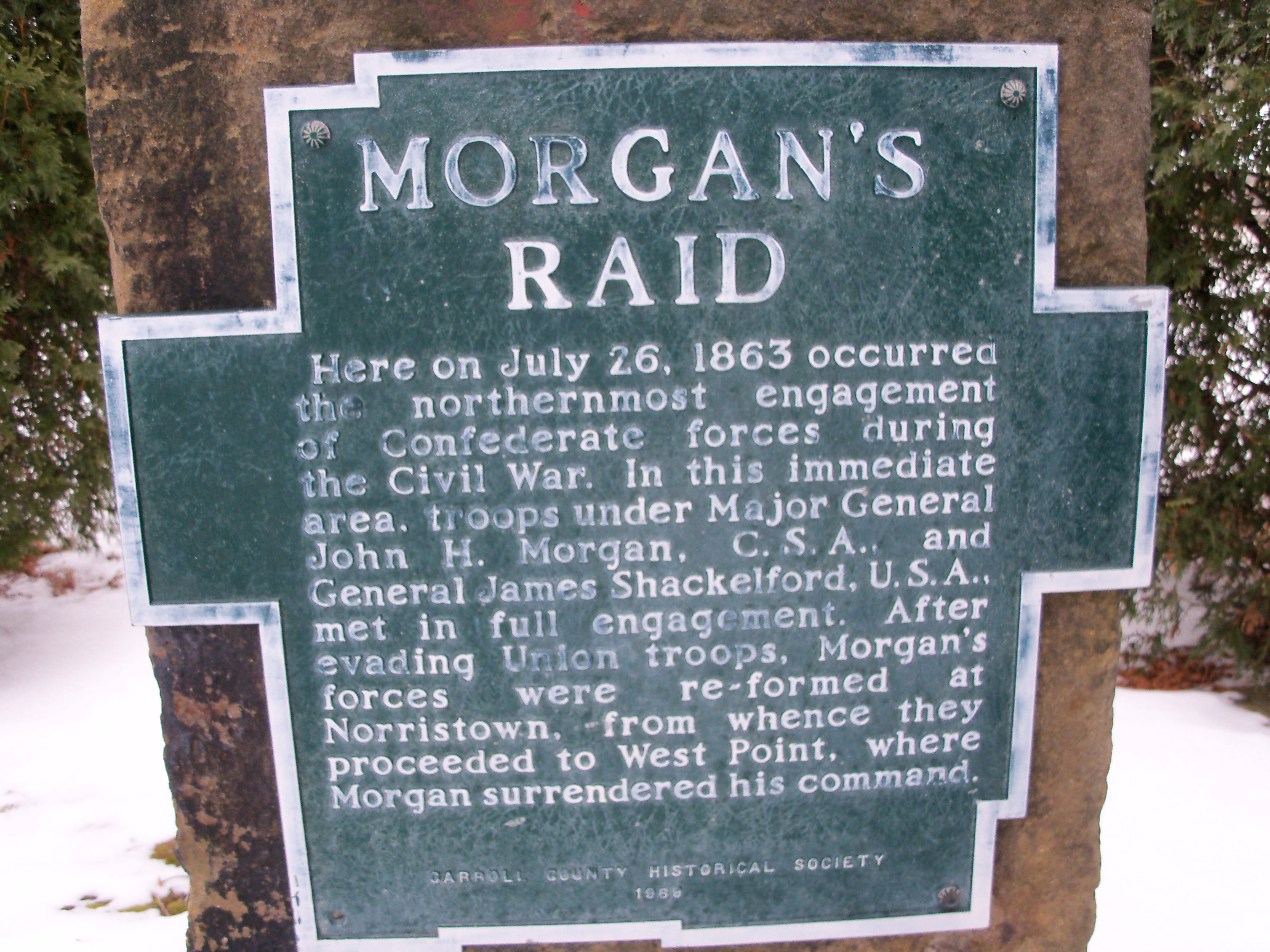
Plaque commémorative sur le site de la bataille

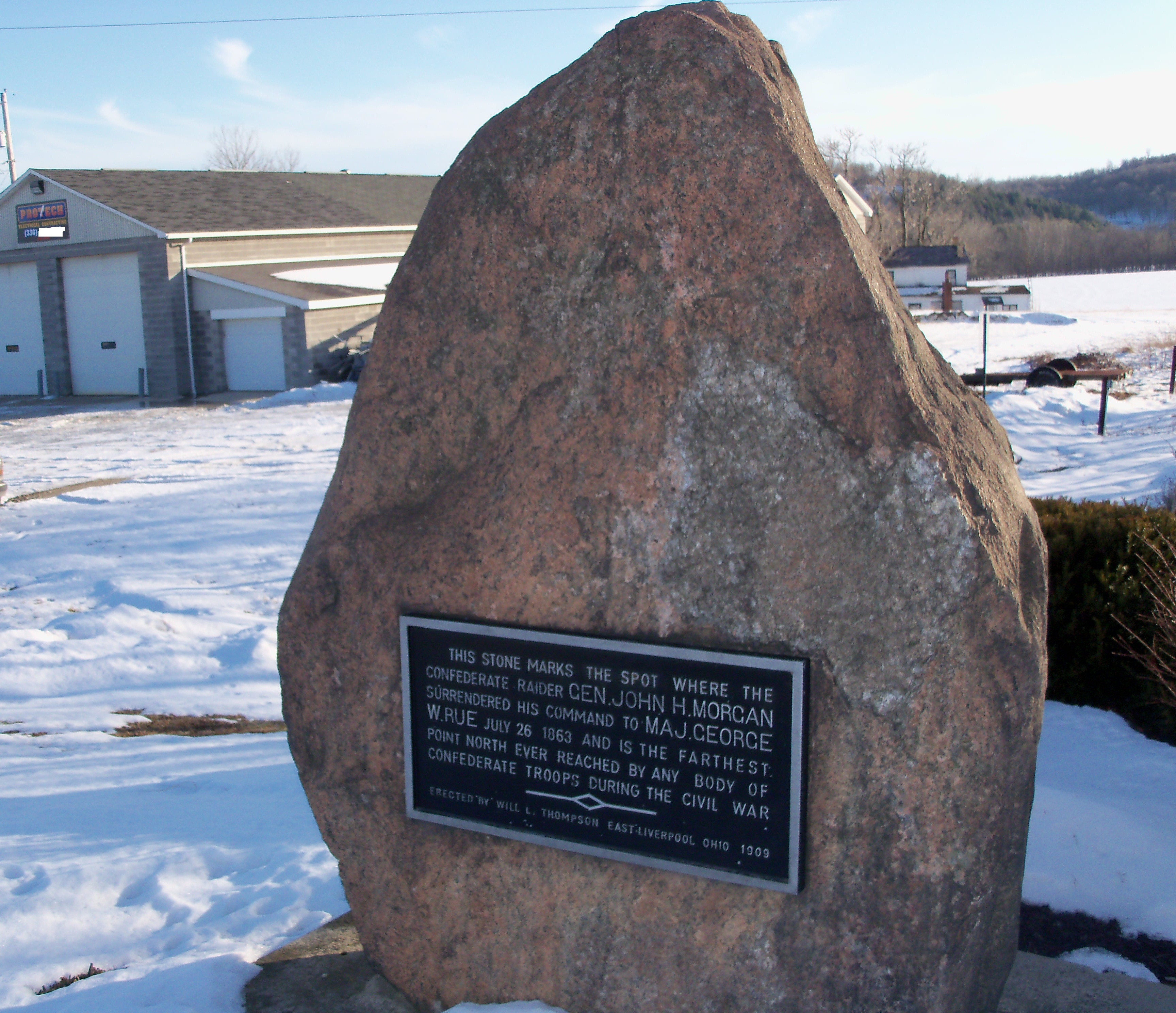
Plaque commémorative sur le site de la reddition de Morgan

Le général de l'Union Shackelford continue sa poursuite de Morgan, à la tête d'un commandement de cavalerie mixte, d'artillerie, et d'infanterie montée de l'Illinois, du Kentucky, du Tennessee, du Michigan, et de l'Ohio, et de la milice de Steubenville. Les hommes de Morgan, fatigués, sous la pression d'une poursuite continue, s'enfoncent de plus en plus dans le territoire ennemi. Finalement, Morgan est contourné et isolé par les forces de l'Union le 26 juillet 1863 à Salineville, près de Lisbon, Ohio. En grande infériorité numérique, Morgan cherche à frayer son chemin au travers des quelque 3000 fédéraux. Il perd 364 hommes (y compris 23 morts, plusieurs blessés, et près de 300 prisonniers) dans un combat qui dure moins d'une heure et demie. Étonnamment, le général Morgan et un petit nombre de ses hommes parviennent à éviter la capture. Néanmoins à 14 heures, ils se rendent au commandant George W. Rue du 9th Kentucky Cavalry près de West Point, Ohio à a peu près de 8 miles au nord-est de Salineville. Aujourd'hui, un monument commémoratif marque le lieu de cette reddition.
Le commandant Rue rapportera plus tard que le général Morgan voyant le commandant et ses troupes approcher, se rend à l'un de ses prisonniers, un capitaine de la milice de l'Ohio appelé Burbridge, qui libère immédiatement sur parole Morgan et ses officiers, ce qui leur aurait permis de retourner au Kentucky en tant que non-combattants. Rue n'accepte pas cette « reddition » et insiste pour que Morgan se rende formellement aux forces de l'Union sans se soucier de la parole donnée. Les troupes escortent Morgan jusqu'à Columbus, Ohio, où il sera emprisonné avec la plupart de ses officiers dans le pénitentiaire de l'Ohio. Beaucoup des soldats capturés sont envoyés à camp Chase et d'autres camps de prisonniers dans le nord.
En juillet et août 1863, le gouverneur de l'Ohio  David Tod dirige une enquête sur la reddition de Morgan.Le gouverneur Tod conclut que le capitaine Burbridge est réellement James Burbick, un citoyen civil de New Lisbon, Ohio, qui n'a jamais servi en tant qu'officier de la milice de l'Ohio. Aussi, le gouverneur Tod statue qu'il n'avait aucun autorité sur Morgan, et que la reddition de Morgan aux forces de l'Union prévaut.
Une autre action confédérée, le raid de St. Albans, aura lieu plus au nord que la bataille de Salineville. Le 19 octobre 1864, trente confédérés font une incursion à partir du Canada et lancent un raid contre St. Albans, Vermont. Néanmoins, ils ne sont pas sous le commandement officiel de l'armée confédérée mais sont vraisemblablement en relation avec le service secret confédéré qui aurait planifié le St. Albans Raid. Le lien de la reddition du général Morgan à West Point est considéré comme le point le plus septentrional atteint par des troupes officielles confédérées pendant la guerre de Sécession.